# Платформа Гью — Стюарта

Пример платформы Гофа — Стюарта

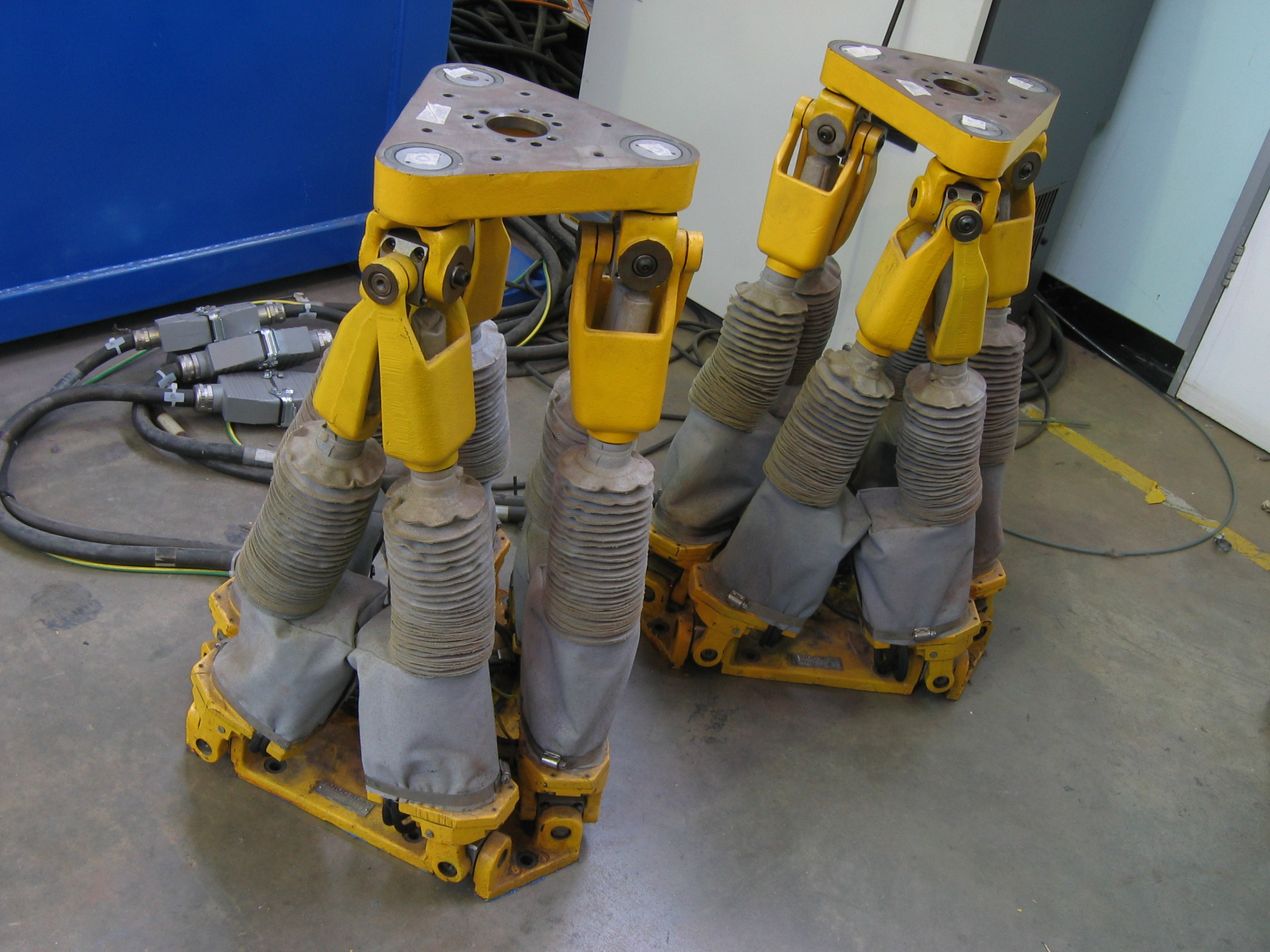
Два шестиножника

Платформа Гофа — Стюарта — разновидность параллельного манипулятора, в которой используется октаэдральная компоновка стоек. В ней задействованы шесть призматических приводов, обычно — гидравлических домкратов или электрических линейных приводов, прикрепленных попарно к трём позициям на опорной плите платформы, переходящих в три точки крепления на верхней плите. Все 12 соединений выполняются с помощью универсальных шарниров. Платформа Гофа — Стюарта имеет шесть степеней свободы (три поступательных и три вращательных, как абсолютно твёрдое тело).

## Создание
Платформа Гофа — Стюарта впервые упоминается в статье В.Е.Гофа (англ. V.E. Gough, произносится как Гоф, см. Gough) в 1956 году. Имя Стюарта ассоциируется с этим механизмом потому, что первоначальная работа Гофа и фотография его платформы была упомянута в примечаниях рецензента к статье Д. Стюарта (англ. D. Stewart) в 1965 году. Сам Стюарт в той статье предложил другой гибридный трёхногий механизм, имевший по два мотора на каждой ноге.

## Динамика платформы Гофа — Стюарта

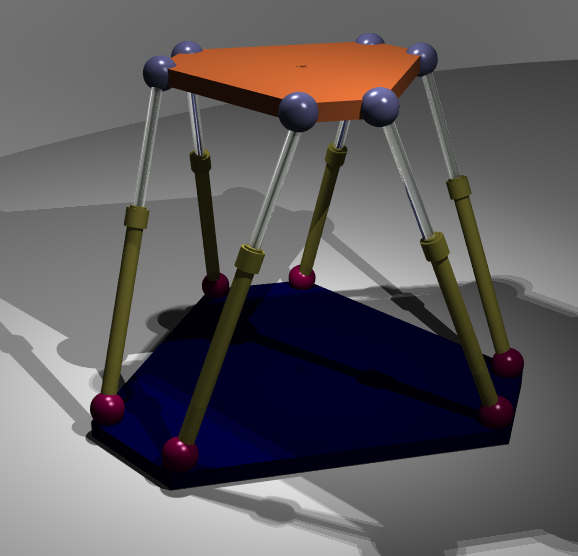
Ещё одно изображение

Механизм имеет шесть независимых ног на шарнирных соединениях. Длины ног можно изменять и, тем самым, можно изменять ориентацию платформы. Прямая кинематическая задача, когда для заданных длин ног решается система уравнений, определяющая положение и ориентацию платформы, имеет до 40 решений. Тем не менее, обратная кинематическая задача, когда по заданному положению и ориентации платформы требуется найти длины ног, имеет единственное и очень простое решение.

## Применение

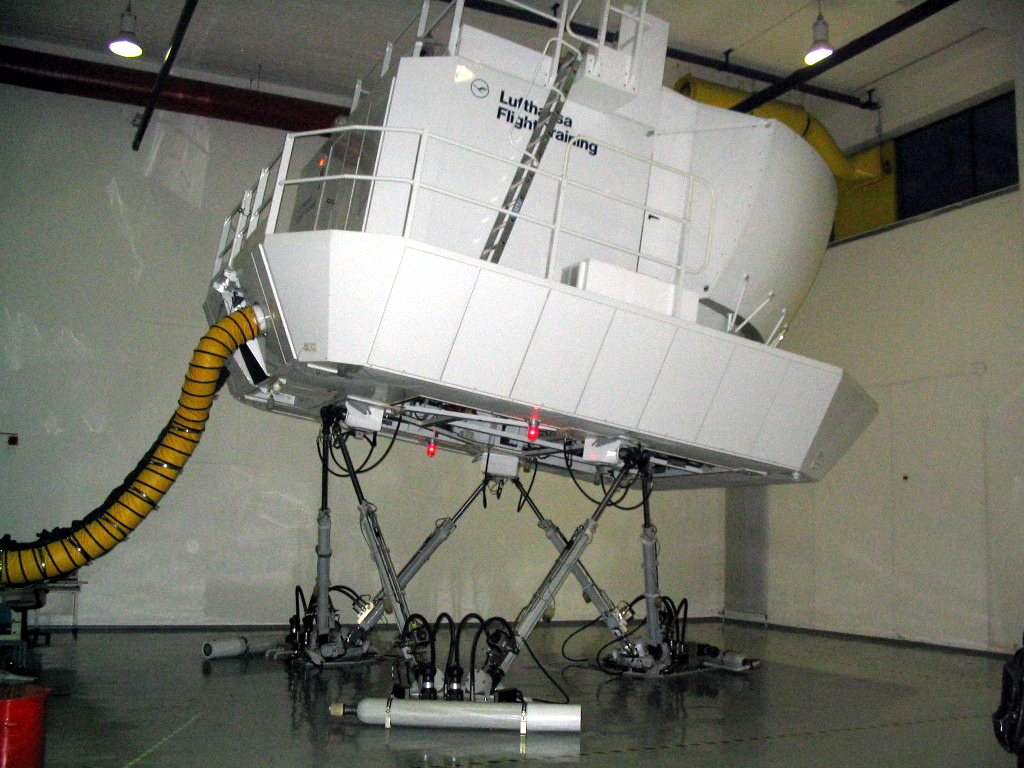
Авиатренажёр

Платформа Гофа — Стюарта применяется в станкостроении, подводных исследованиях, авиационных спасательных операциях на море, летательных тренажёрах, позиционировании спутниковых антенн, в телескопах и в ортопедической хирургии.

### Стыковка в космосе
Система стыковки с низким воздействием, разработанная НАСА, использует платформу Гофа — Стюарта для манипуляций с космическими средствами передвижения во время стыковки.

### Шестиножники
Компания Geodetic Technology зарегистрировала товарный знак «шестиножник» (англ. — hexapod, гексапод) для платформ Гофа — Стюарта, используемых в машиностроении. Однако это не помешало другим машиностроительным фирмам использовать этот термин.

### Робокран
Джеймс Альбус из Национального института стандартов и технологий создал кран, получивший название Робокран. В нём, как и в платформе Гофа — Стюарта, используется октаэдральная компоновка, но вместо стоек используются тросы.

### Пространственная рама Тейлора
Чарльз Тейлор (англ. Charles Taylor) использовал платформу Гофа — Стюарта при создании «пространственной рамы Тейлора» — внешнего фиксатора в ортопедической хирургии, используемого для коррекции деформации костей и лечения сложных переломов.

### Тестирование шин
Эрик Гоф был инженером-автомобилестроителем и работал на заводе Dunlop Tyres в Бирмингеме. В 1950-х годах он разработал «универсальную шиноиспытательную машину» и его платформа работала до 1954 года. Машина могла механически тестировать шины под действием комбинированных нагрузок. Гоф умер в 1972 году, но его испытательной машиной продолжали пользоваться до конца 1980-х годов, когда завод был закрыт и снесён. Машина, созданная Гофом, была перевезена в хранилище лондонского Музея науки.

### Погрузочный манипулятор
В Волгоградском государственном аграрном университете, на кафедре «Механика» разработан ряд погрузочных манипуляторов, в основе исполнительного механизма которых используется модифицированная платформа Гофа — Стюарта. Манипулятор-трипод может устанавливаться на самоходные шасси (колёсные, гусеничные и шагающие).

Анимация манипулятора-трипода, выполненная в SMath Studio